# Laisvės alėja
Laisvės Alėja (doslovno: „Avenija slobode”) je prominentna šetnica u Kaunasu, Litva.
Prostire se od crkve sv. Mihovila Arkanđela (bizantskog stila) do središnjeg poštanskog ureda i zoološkog vrta, oko starog dijela grada u Kaunasu. Dugo vremena je smatrana trgovinskom četvrti u Kaunasu.
Laisvės Alėja je jedna od najdužih šetnica u Europi. Motorna vozila nemaju pravo prometovanja ovom ulicom. Jedina mjesta gdje im je to dopušteno su križanja s drugim ulicama, kojima je promet motornim vozilima dopušten. 
Ulica je podijeljena na dva dijela po dužini drvoredom lipâ. 
Gradnja zgrada oko Laisvės Alėje je bila oko u 2. polovici 19. stoljeća i na prijelazu u 20. stoljeće, ali bilo je i kasnijih gradnjâ, kao što je zlatno doba Kaunasa (1919.-1939.) kada su izgrađene mnoge moderne zgrade poznate kao „Modernistički Kaunas”. Zbog prije izgrađene tvrđave u Kaunasu, sve zgrade su bile omeđene na visinu od dva ili tri kata, uz nekoliko iznimaka kao što je crkva sv. Mihovila Arkanđela koja je podignuta na mjestu gdje je prije bila fontana.
God. 1982., Laisvės Alėja je bila obnovljena prema planovima arhitekata V. Palauskasa i V. Paleckienė, kada je potpuno preobličena u šetalište (kao što je bilo planirano 1953.)